# Puchar Narodów Europy 2014–2016/Dywizja 1
Pierwsza liga Pucharu Narodów Europy podzielona została na dwie dywizje. Do Dywizji 1B awansował najlepszy zespół Dywizji 2A.
W obu sezonach, zarówno w 2015, jak i w 2016 roku po Puchar Narodów Europy sięgnęła reprezentacja Gruzji, dla której był to ósmy i dziewiąty tytuł mistrzowski. Ostatnie miejsce w dywizji 1A zajęła reprezentacja Portugalii, która po reorganizacji rozgrywek rywalizować będzie o Rugby Europe Trophy. Do najwyższej klasy, Rugby Europe Championship awansowała reprezentacja Belgii, która w dziesięciu spotkaniach odniosła dziewięć zwycięstw.

## Dywizja 1A
Źródło
|    | Drużyna    | Mecze | Wygrane | Remisy | Przegrane | Bilans punktów | Różnica | Punkty dodatkowe | Punkty |
| -- | ---------- | ----- | ------- | ------ | --------- | -------------- | ------- | ---------------- | ------ |
| 1. | Gruzja     | 10    | 10      | 0      | 0         | 346:75         | +271    | 5                | 45     |
| 2. | Rumunia    | 10    | 7       | 0      | 3         | 262:138        | +124    | 6                | 34     |
| 3. | Rosja      | 10    | 6       | 0      | 4         | 231:234        | −3      | 3                | 27     |
| 4. | Hiszpania  | 10    | 4       | 1      | 5         | 232:204        | +28     | 5                | 29     |
| 5. | Niemcy     | 10    | 1       | 1      | 8         | 162:396        | −234    | 2                | 8      |
| 6. | Portugalia | 10    | 1       | 0      | 9         | 124:310        | −186    | 2                | 6      |

### Sezon pierwszy (2015)
| Tabela sezonu 2015 | Tabela sezonu 2015 | Tabela sezonu 2015 | Tabela sezonu 2015 | Tabela sezonu 2015 | Tabela sezonu 2015 | Tabela sezonu 2015 | Tabela sezonu 2015 | Tabela sezonu 2015 | Tabela sezonu 2015 | Tabela sezonu 2015 |
|                    | Drużyna            | Mecze              | Wygrane            | Remisy             | Przegrane          | Bilans punktów     | Różnica            | Punkty dodatkowe   | Punkty             | Uwagi              |
| ------------------ | ------------------ | ------------------ | ------------------ | ------------------ | ------------------ | ------------------ | ------------------ | ------------------ | ------------------ | ------------------ |
| 1.                 | Gruzja             | 5                  | 5                  | 0                  | 0                  | 158:42             | +116               | 1                  | 21                 | Zdobywca PNE 2015  |
| 2.                 | Rumunia            | 5                  | 3                  | 0                  | 2                  | 102:61             | +41                | 3                  | 15                 |                    |
| 3.                 | Hiszpania          | 5                  | 3                  | 0                  | 2                  | 131:99             | +32                | 2                  | 14                 |                    |
| 4.                 | Rosja              | 5                  | 3                  | 0                  | 2                  | 103:119            | −16                | 1                  | 13                 |                    |
| 5.                 | Portugalia         | 5                  | 1                  | 0                  | 4                  | 52:100             | −48                | 1                  | 5                  |                    |
| 6.                 | Niemcy             | 5                  | 0                  | 0                  | 5                  | 61:186             | −125               | 1                  | 1                  |                    |

| 7 lutego 201514:00 CET (UTC+1) | Niemcy                       | 8:64(8:31) | Gruzja | Sportpark Martinsee, Heusenstamm Widzów: 3000 Sędzia: Laurent Cardona |
| 7 lutego 201514:00 CET (UTC+1) | Liebig 5 (P), Te Huia 3 (dg) | 8:64(8:31) | Chmaladze 13 (P 4pd), Todua 10 (2P), Żwania 10 (2P), Malaguradze 6 (3pd), Chuciszwili 5 (P), Nemsadze 5 (P), 2 karne przyłożenia 10 | Sportpark Martinsee, Heusenstamm Widzów: 3000 Sędzia: Laurent Cardona |
| 7 lutego 201514:00 CET (UTC+1) | Sztyndera                    | 8:64(8:31) | | Sportpark Martinsee, Heusenstamm Widzów: 3000 Sędzia: Laurent Cardona |

| 7 lutego 201515:00 CET (UTC+1) | Hiszpania                                                                                 | 43:20(24:13) | Rosja                                                   | Estadio Nacional Complutense, Madryt Widzów: 2500 Sędzia: Andrew McMenemy |
| 7 lutego 201515:00 CET (UTC+1) | Heredia 10 (2P), Martín 10 (2P), Snee 8 (4pd), Nava 5 (P), Recuerda 5 (P), G. Rouet 5 (P) | 43:20(24:13) | Kusznariow 10 (2pd 2K), Antonow 5 (P), Galinowski 5 (P) | Estadio Nacional Complutense, Madryt Widzów: 2500 Sędzia: Andrew McMenemy |
| 7 lutego 201515:00 CET (UTC+1) | Antonow                                                                                   | 43:20(24:13) |                                                         | Estadio Nacional Complutense, Madryt Widzów: 2500 Sędzia: Andrew McMenemy |

| 7 lutego 201514:45 WET (UTC±0) | Portugalia                     | 10:37(3:23) | Rumunia                                                                              | Estádio Universitário, Lizbona Sędzia: Luke Pearce |
| 7 lutego 201514:45 WET (UTC±0) | Ávila 5 (pd K), N. Costa 5 (P) | 10:37(3:23) | Calafeteanu 17 (4pd 3K), Apostol 5 (P), Botezatu 5 (P), Dascalu 5 (P), Macovei 5 (P) | Estádio Universitário, Lizbona Sędzia: Luke Pearce |
| 7 lutego 201514:45 WET (UTC±0) | Bardy · Marques                | 10:37(3:23) |                                                                                      | Estádio Universitário, Lizbona Sędzia: Luke Pearce |

| 14 lutego 201514:00 CET (UTC+1) | Niemcy                                | 22:46(15:12) | Rosja                                                                                                  | Pforzheim Widzów: 1300 Sędzia: Cédric Marchat |
| 14 lutego 201514:00 CET (UTC+1) | Brenner 15 (3P), Hilsenbeck 7 (2pd K) | 22:46(15:12) | Artiemjew 10 (2P), Kuraszow 10 (2P), Wołkow 10 (2P), Gajsin 9 (3pd K), Selski 5 (P), Kusznariow 2 (pd) | Pforzheim Widzów: 1300 Sędzia: Cédric Marchat |
| 14 lutego 201514:00 CET (UTC+1) | Bosch                                 | 22:46(15:12) | | Pforzheim Widzów: 1300 Sędzia: Cédric Marchat |

| 14 lutego 201515:00 EET (UTC+2) | Rumunia                                                                                        | 29:8(12:3) | Hiszpania        | Cluj Arena, Kluż-Napoka Widzów: 1500 Sędzia: David Wilkinson |
| 14 lutego 201515:00 EET (UTC+2) | Calafeteanu 7 (P pd), Apostol 5 (P), Lucaci 5 (P), Sirbe 5 (P), Ursache 5 (P), Dumbravă 2 (pd) | 29:8(12:3) | G. Rouet 8 (P K) | Cluj Arena, Kluż-Napoka Widzów: 1500 Sędzia: David Wilkinson |
| 14 lutego 201515:00 EET (UTC+2) | Nava                                                                                           | 29:8(12:3) |                  | Cluj Arena, Kluż-Napoka Widzów: 1500 Sędzia: David Wilkinson |

| 14 lutego 201517:00 UTC+4 | Gruzja                                 | 20:15(14:9) | Portugalia    | Stadion im. Micheila Meschiego, Tbilisi Widzów: 12 000 Sędzia: Vlad Iordăchescu |
| 14 lutego 201517:00 UTC+4 | Kwirikaszwili 15 (5K), Kaczarawa 5 (P) | 20:15(14:9) | Ávila 15 (5K) | Stadion im. Micheila Meschiego, Tbilisi Widzów: 12 000 Sędzia: Vlad Iordăchescu |
| 14 lutego 201517:00 UTC+4 | Sutiaszwili · Żwania                   | 20:15(14:9) | Rocha         | Stadion im. Micheila Meschiego, Tbilisi Widzów: 12 000 Sędzia: Vlad Iordăchescu |

| 28 lutego 201516:00 CET (UTC+1) | Hiszpania                       | 13:26(13:13) | Gruzja                                                   | Estadio Nacional Complutense, Madryt Sędzia: Alexandre Ruiz |
| 28 lutego 201516:00 CET (UTC+1) | Linklater 8 (pd 2K), Goia 5 (P) | 13:26(13:13) | Kwirikaszwili 16 (2pd 4K), Kaczarawa 5 (P), Żwania 5 (P) | Estadio Nacional Complutense, Madryt Sędzia: Alexandre Ruiz |
| 28 lutego 201516:00 CET (UTC+1) | de Juan                         | 13:26(13:13) | Datunaszwili · Nemsadze                                  | Estadio Nacional Complutense, Madryt Sędzia: Alexandre Ruiz |

| 28 lutego 201514:00 MSK (UTC+3) | Rosja                            | 16:13(3:10) | Rumunia                  | Stadion Trud, Krasnodar Widzów: 1500 Sędzia: Ian Davies |
| 28 lutego 201514:00 MSK (UTC+3) | Gajsin 11 (pd 3K), Antonow 5 (P) | 16:13(3:10) | Calafeteanu 13 (P pd 2K) | Stadion Trud, Krasnodar Widzów: 1500 Sędzia: Ian Davies |
| 28 lutego 201514:00 MSK (UTC+3) | Manole                           | 16:13(3:10) |                          | Stadion Trud, Krasnodar Widzów: 1500 Sędzia: Ian Davies |

| 28 lutego 201518:00 WET (UTC±0) | Portugalia                      | 11:3(5:0) | Niemcy           | Estádio Universitário, Lizbona Widzów: 700 Sędzia: Giuseppe Vivarini |
| 28 lutego 201518:00 WET (UTC±0) | Bettencourt 6 (2K), Sousa 5 (P) | 11:3(5:0) | Hilsenbeck 3 (K) | Estádio Universitário, Lizbona Widzów: 700 Sędzia: Giuseppe Vivarini |

| 14 marca 201517:00 UTC+4 | Gruzja                                                                     | 33:0(6:0) | Rosja             | Stadion im. Micheila Meschiego, Tbilisi Sędzia: Neil Hennessy |
| 14 marca 201517:00 UTC+4 | Kwirikaszwili 18 (3pd 4K), Asieszwili 5 (P), Kaczarawa 5 (P), Żwania 5 (P) | 33:0(6:0) |                   | Stadion im. Micheila Meschiego, Tbilisi Sędzia: Neil Hennessy |
| 14 marca 201517:00 UTC+4 | Nariaszwili                                                                | 33:0(6:0) | Butienko · Serkow | Stadion im. Micheila Meschiego, Tbilisi Sędzia: Neil Hennessy |

| 14 marca 201514:30 CET (UTC+1) | Niemcy                        | 12:17(6:8) | Rumunia                       | Fritz-Grunebaum-Sportpark, Heidelberg Widzów: 2513 Sędzia: Lloyd Linton |
| 14 marca 201514:30 CET (UTC+1) | Te Huia 9 (3K), Garner 3 (dg) | 12:17(6:8) | Vlaicu 12 (4K), Apostol 5 (P) | Fritz-Grunebaum-Sportpark, Heidelberg Widzów: 2513 Sędzia: Lloyd Linton |

| 14 marca 201515:00 WET (UTC±0) | Portugalia                    | 8:19(8:8) | Hiszpania                      | Estádio Sérgio Conceição, Coimbra Widzów: 2000 Sędzia: Matthew Carley |
| 14 marca 201515:00 WET (UTC±0) | Noronha 5 (P), N. Costa 3 (K) | 8:19(8:8) | Aubanell 14 (P 3K), Goia 5 (P) | Estádio Sérgio Conceição, Coimbra Widzów: 2000 Sędzia: Matthew Carley |

| 21 marca 201415:00 MSK (UTC+3) | Rosja                                                   | 21:8(13:3) | Portugalia                    | Stadion Centralny, Soczi Widzów: 1200 Sędzia: Ian Tempest |
| 21 marca 201415:00 MSK (UTC+3) | Kusznariow 11 (pd 3K), Panasenko 5 (P), Szczerban 5 (P) | 21:8(13:3) | Santos 5 (P), N. Costa 3 (dg) | Stadion Centralny, Soczi Widzów: 1200 Sędzia: Ian Tempest |

| 21 marca 201414:30 EET (UTC+2) | Rumunia                           | 6:15(3:9) | Gruzja                | Stadionul Arcul de Triumf, Bukareszt Widzów: 4500 Sędzia: Gary Conway |
| 21 marca 201414:30 EET (UTC+2) | Calafeteanu 3 (K), Dumbravă 3 (K) | 6:15(3:9) | Kwirikaszwili 15 (5K) | Stadionul Arcul de Triumf, Bukareszt Widzów: 4500 Sędzia: Gary Conway |
| 21 marca 201414:30 EET (UTC+2) | Botezatu                          | 6:15(3:9) | Nemsadze              | Stadionul Arcul de Triumf, Bukareszt Widzów: 4500 Sędzia: Gary Conway |

| 21 marca 201416:00 CET (UTC+1) | Hiszpania                                                                                             | 48:16(8:3) | Niemcy                                         | Estadio Nacional Complutense, Madryt Widzów: 2000 Sędzia: Claudio Blessano |
| 21 marca 201416:00 CET (UTC+1) | Linklater 13 (5pd K), Goia 10 (2P), G. Rouet 10 (2P), Barrera 5 (P), Grammatico 5 (P), Recuerda 5 (P) | 48:16(8:3) | Hilsenbeck 6 (2K), Manawatu 5 (P), Pilla 5 (P) | Estadio Nacional Complutense, Madryt Widzów: 2000 Sędzia: Claudio Blessano |
| 21 marca 201416:00 CET (UTC+1) | Goia · Visensang                                                                                      | 48:16(8:3) | Füchsel · Nostadt                              | Estadio Nacional Complutense, Madryt Widzów: 2000 Sędzia: Claudio Blessano |

### Sezon rewanżowy (2016)
| Tabela sezonu 2016 | Tabela sezonu 2016 | Tabela sezonu 2016 | Tabela sezonu 2016 | Tabela sezonu 2016 | Tabela sezonu 2016 | Tabela sezonu 2016 | Tabela sezonu 2016 | Tabela sezonu 2016 | Tabela sezonu 2016 | Tabela sezonu 2016 |
|                    | Drużyna            | Mecze              | Wygrane            | Remisy             | Przegrane          | Bilans punktów     | Różnica            | Punkty dodatkowe   | Punkty             | Uwagi              |
| ------------------ | ------------------ | ------------------ | ------------------ | ------------------ | ------------------ | ------------------ | ------------------ | ------------------ | ------------------ | ------------------ |
| 1.                 | Gruzja             | 5                  | 5                  | 0                  | 0                  | 188:33             | +155               | 4                  | 24                 | Zdobywca PNE 2016  |
| 2.                 | Rumunia            | 5                  | 4                  | 0                  | 1                  | 160:77             | +83                | 3                  | 19                 |                    |
| 3.                 | Rosja              | 5                  | 3                  | 0                  | 2                  | 128:115            | +13                | 2                  | 14                 |                    |
| 4.                 | Hiszpania          | 5                  | 1                  | 1                  | 3                  | 101:105            | −4                 | 3                  | 9                  |                    |
| 5.                 | Niemcy             | 5                  | 1                  | 1                  | 3                  | 101:210            | −109               | 1                  | 7                  |                    |
| 6.                 | Portugalia         | 5                  | 0                  | 0                  | 5                  | 72:210             | −138               | 1                  | 1                  |                    |

| 6 lutego 201614:00 UTC+4 | Gruzja | 59:7(26:7) | Niemcy                           | Stadion Awczala, Tbilisi Widzów: 2000 Sędzia: Maxime Burlet |
| 6 lutego 201614:00 UTC+4 | Malaguradze 14 (7pd), Lomidze 10 (2P), Chmaladze 5 (P), Gorgadze 5 (P), Nariaszwili 5 (P), Nemsadze 5 (P), Peikriszwili 5 (P), Sutiaszwili 5 (P), Tchilaiszwili 5 (P) | 59:7(26:7) | Paine 5 (P), Soteraz-Merz 2 (pd) | Stadion Awczala, Tbilisi Widzów: 2000 Sędzia: Maxime Burlet |
| 6 lutego 201614:00 UTC+4 | Füchsel · Paine | 59:7(26:7) |                                  | Stadion Awczala, Tbilisi Widzów: 2000 Sędzia: Maxime Burlet |

| 6 lutego 201615:00 MSK (UTC+3) | Rosja                                                    | 22:20(14:6) | Hiszpania                                                                   | Stadion Centralny, Soczi Widzów: 400 Sędzia: Luke Pearce |
| 6 lutego 201615:00 MSK (UTC+3) | Simplikiewicz 10 (2P), Kusznariow 7 (2pd K), Rudoj 5 (P) | 22:20(14:6) | Linklater 8 (pd 2K), Contardi 5 (P), Griffiths 2 (pd), karne przyłożenie: 5 | Stadion Centralny, Soczi Widzów: 400 Sędzia: Luke Pearce |
| 6 lutego 201615:00 MSK (UTC+3) | Griesiew                                                 | 22:20(14:6) |                                                                             | Stadion Centralny, Soczi Widzów: 400 Sędzia: Luke Pearce |

| 6 lutego 201617:15 EET (UTC+2) | Rumunia                                                          | 39:14(10:14) | Portugalia                                             | Cluj Arena, Kluż-Napoka Widzów: 3000 Sędzia: Iñigo Atorrasagasti |
| 6 lutego 201617:15 EET (UTC+2) | Vlaicu 14 (4pd 2K), Nistor 10 (2P), Shennan 10 (2P), Rădoi 5 (P) | 39:14(10:14) | Diniz 5 (P), van der Toorn 5 (P), Sousa Guedes 4 (2pd) | Cluj Arena, Kluż-Napoka Widzów: 3000 Sędzia: Iñigo Atorrasagasti |

| 13 lutego 201613:00 MSK (UTC+3) | Rosja | 46:20(22:6) | Niemcy                                        | Stadion Centralny, Soczi Sędzia: Matteo Liperini |
| 13 lutego 201613:00 MSK (UTC+3) | Rudoj 10 (2P), Kusznariow 9 (P 2pd), Gajsin 7 (2pd K), Babajew 5 (P), Galinowski 5 (P), Griesiew 5 (P), Szczerban 5 (P) | 46:20(22:6) | Hilsenbeck 10 (2pd 2K), Els 5 (P), Otto 5 (P) | Stadion Centralny, Soczi Sędzia: Matteo Liperini |
| 13 lutego 201613:00 MSK (UTC+3) | Galinowski · Griesiew · Zykow                                                                                           | 46:20(22:6) |                                               | Stadion Centralny, Soczi Sędzia: Matteo Liperini |

| 13 lutego 201614:30 WET (UTC±0) | Portugalia            | 3:29(3:15) | Gruzja                                                                          | Estádio Universitário, Lizbona Widzów: 700 Sędzia: Ian Davies |
| 13 lutego 201614:30 WET (UTC±0) | Sousa Guedes 3 (K)    | 3:29(3:15) | Kwirikaszwili 14 (P 3pd K), Szarikadze 5 (P), Tchileiszwili 5 (P), Żwania 5 (P) | Estádio Universitário, Lizbona Widzów: 700 Sędzia: Ian Davies |
| 13 lutego 201614:30 WET (UTC±0) | Rocha · van der Toorn | 3:29(3:15) | Kubriaszwili                                                                    | Estádio Universitário, Lizbona Widzów: 700 Sędzia: Ian Davies |

| 13 lutego 201616:00 CET (UTC+1) | Hiszpania                            | 18:21(13:5) | Rumunia                                                         | Estadio Nacional Complutense, Madryt Widzów: 7000 Sędzia: Alexandre Ruiz |
| 13 lutego 201616:00 CET (UTC+1) | Ascarat 10 (2P), Linklater 8 (pd 2K) | 18:21(13:5) | Vlaicu 11 (pd 3K), Macovei 5 (P), Popârlan 5 (P), Shennan 5 (P) | Estadio Nacional Complutense, Madryt Widzów: 7000 Sędzia: Alexandre Ruiz |
| 13 lutego 201616:00 CET (UTC+1) | Bélie                                | 18:21(13:5) |                                                                 | Estadio Nacional Complutense, Madryt Widzów: 7000 Sędzia: Alexandre Ruiz |

| 27 lutego 201614:30 CET (UTC+1) | Niemcy | 50:27(24:8) | Portugalia                                                               | Rudolf-Kalweit-Stadion, Hanower Widzów: 8823 Sędzia: Frank Murphy |
| 27 lutego 201614:30 CET (UTC+1) | Otto 15 (3P), Parkinson 15 (6pd K), von Grumbkow 5 (P), van der Merwe 5 (P), Popmeier 5 (P), karne przyłożenie 5 | 50:27(24:8) | Sousa Guedes 12 (P 2pd K), F. Appleton 5 (P), Diniz 5 (P), Noronha 5 (P) | Rudolf-Kalweit-Stadion, Hanower Widzów: 8823 Sędzia: Frank Murphy |
| 27 lutego 201614:30 CET (UTC+1) | Otto | 50:27(24:8) | T. Appleton                                                              | Rudolf-Kalweit-Stadion, Hanower Widzów: 8823 Sędzia: Frank Murphy |

| 27 lutego 201614:00 EET (UTC+2) | Rumunia                                                      | 30:0(5:0) | Rosja              | Stadion im. Emila Alexandrescu, Jassy Widzów: 6000 Sędzia: Lloyd Linton |
| 27 lutego 201614:00 EET (UTC+2) | Vlaicu 15 (P 2pd 2K), Burcea 5 (P), Lucaci 5 (P), Rose 5 (P) | 30:0(5:0) |                    | Stadion im. Emila Alexandrescu, Jassy Widzów: 6000 Sędzia: Lloyd Linton |
| 27 lutego 201614:00 EET (UTC+2) | Gorcioaia                                                    | 30:0(5:0) | Garbuzow · Bitijew | Stadion im. Emila Alexandrescu, Jassy Widzów: 6000 Sędzia: Lloyd Linton |

| 27 lutego 201617:00 UTC+4 | Gruzja                                                                                            | 38:7(21:7) | Hiszpania                    | Stadion im. Micheila Meschiego, Tbilisi Widzów: 15 000 Sędzia: Ben Whitehouse |
| 27 lutego 201617:00 UTC+4 | Kwirikaszwili 13 (P 4pd), Kaczarawa 5 (P), Mczedlidze 5 (P), Todua 5 (P), 2 karne przyłożenia: 10 | 38:7(21:7) | Goia 5 (P), Griffiths 2 (pd) | Stadion im. Micheila Meschiego, Tbilisi Widzów: 15 000 Sędzia: Ben Whitehouse |
| 27 lutego 201617:00 UTC+4 | López · Aubanell                                                                                  | 38:7(21:7) |                              | Stadion im. Micheila Meschiego, Tbilisi Widzów: 15 000 Sędzia: Ben Whitehouse |

| 12 marca 201615:00 MSK (UTC+3) | Rosja                           | 7:24(0:10) | Gruzja                                                                   | Stadion Centralny, Soczi Widzów: 3500 Sędzia: Matthew Carley |
| 12 marca 201615:00 MSK (UTC+3) | Gajsin 5 (P), Kusznariow 2 (pd) | 7:24(0:10) | Kwirikaszwili 9 (3pd K), Nemsadze 5 (P), Peikriszwili 5 (P), Todua 5 (P) | Stadion Centralny, Soczi Widzów: 3500 Sędzia: Matthew Carley |
| 12 marca 201615:00 MSK (UTC+3) | Kusznariow · Pronienko          | 7:24(0:10) | Bregwadze · Nemsadze                                                     | Stadion Centralny, Soczi Widzów: 3500 Sędzia: Matthew Carley |

| 12 marca 201616:00 CET (UTC+1) | Hiszpania                                                                        | 39:7(18:7) | Portugalia                        | Estadio Nacional Complutense, Madryt Widzów: 10 500 Sędzia: Seán Gallagher |
| 12 marca 201616:00 CET (UTC+1) | Linklater 12 (3pd 2K), Auzqui 10 (2P), Contardi 5 (P), Goia 5 (P), Maiquez 5 (P) | 39:7(18:7) | Vareta 5 (P), Sousa Guedes 2 (pd) | Estadio Nacional Complutense, Madryt Widzów: 10 500 Sędzia: Seán Gallagher |
| 12 marca 201616:00 CET (UTC+1) | Roca                                                                             | 39:7(18:7) | Vaz                               | Estadio Nacional Complutense, Madryt Widzów: 10 500 Sędzia: Seán Gallagher |

| 12 marca 2016 | Rumunia | 61:7(27:0) | Niemcy                       | Stadion im. Emila Alexandrescu, Jassy Sędzia: Claudio Blessano |
| 12 marca 2016 | Vlaicu 19 (5pd 3K), Apostol 5 (P), Burcea 5 (P), Kinikinilau 15 (3P), Lucaci 5 (P), Shennan 5 (P), Tonița 5 (P), Bratu 2 (pd) | 61:7(27:0) | Schösser 5 (P), Bosch 2 (pd) | Stadion im. Emila Alexandrescu, Jassy Sędzia: Claudio Blessano |
| 12 marca 2016 | Poppmeier | 61:7(27:0) |                              | Stadion im. Emila Alexandrescu, Jassy Sędzia: Claudio Blessano |

| 19 marca 201617:00 UTC+4 | Gruzja | 38:9(19:9) | Rumunia             | Stadion Borysa Paiczadze, Tbilisi Widzów: 40 000 Sędzia: Tual Trainini |
| 19 marca 201617:00 UTC+4 | Peikriszwili 10 (2P), Kwirikaszwili 6 (3pd), Asieszwili 5 (P), Czchaidze 5 (P), Nemsadze 5 (P), Todua 5 (P), Malaguradze 2 (pd) | 38:9(19:9) | Vlaicu 9 (3K)       | Stadion Borysa Paiczadze, Tbilisi Widzów: 40 000 Sędzia: Tual Trainini |
| 19 marca 201617:00 UTC+4 | Kaczarawa · Peikriszwili | 38:9(19:9) | Pristăviță · Vlaicu | Stadion Borysa Paiczadze, Tbilisi Widzów: 40 000 Sędzia: Tual Trainini |

| 19 marca 201614:30 CET (UTC+1) | Niemcy                        | 17:17(9:14) | Hiszpania                         | Sportpark Höhenberg, Kolonia Widzów: 6100 Sędzia: Radu Petrescu |
| 19 marca 201614:30 CET (UTC+1) | Parkinson 12 (4K), Otto 5 (P) | 17:17(9:14) | Linklater 12 (4K), S. Rouet 5 (P) | Sportpark Höhenberg, Kolonia Widzów: 6100 Sędzia: Radu Petrescu |
| 19 marca 201614:30 CET (UTC+1) | Armstrong                     | 17:17(9:14) | Contardi                          | Sportpark Höhenberg, Kolonia Widzów: 6100 Sędzia: Radu Petrescu |

| 19 marca 201615:00 WET (UTC±0) | Portugalia                                                         | 21:53(14:22) | Rosja | Estádio Universitário, Lizbona Sędzia: Thomas Charabas |
| 19 marca 201615:00 WET (UTC±0) | Sousa Guedes 6 (3pd), Cardoso 5 (P), Magalhães 5 (P), Vilela 5 (P) | 21:53(14:22) | Kusznariow 16 (5pd 2K), Rudoj 10 (2P), Simplikiewicz 10 (2P), Artiemjew 5 (P), Gajsin 5 (P), Griesiew 5 (P), Januszkin 2 (pd) | Estádio Universitário, Lizbona Sędzia: Thomas Charabas |

## Dywizja 1B
Źródło
|    | Drużyna  | Mecze | Wygrane | Remisy | Przegrane | Bilans punktów | Różnica | Punkty dodatkowe | Punkty |
| -- | -------- | ----- | ------- | ------ | --------- | -------------- | ------- | ---------------- | ------ |
| 1. | Belgia   | 10    | 9       | 0      | 1         | 316:143        | +173    | 5                | 41     |
| 2. | Ukraina  | 10    | 8       | 0      | 2         | 244:165        | +79     | 3                | 36     |
| 3. | Mołdawia | 10    | 5       | 0      | 5         | 245:167        | +78     | 7                | 27     |
| 4. | Holandia | 10    | 4       | 0      | 6         | 194:197        | −3      | 6                | 22     |
| 5. | Polska   | 10    | 4       | 0      | 6         | 191:262        | −71     | 2                | 18     |
| 6. | Szwecja  | 10    | 0       | 0      | 10        | 120:376        | −256    | 1                | 1      |

### Sezon pierwszy (2014/2015)
| 6 września 201418:00 CEST (UTC+2) | Polska                                                          | 29:17 | Szwecja                                               | Stadion Polonii, Warszawa Widzów: 5000 Sędzia: Radu Petrescu |
| 6 września 201418:00 CEST (UTC+2) | Gasik 10 (2P), Banaszek 9 (3pd K), Buczek 5 (P), Zeszutek 5 (P) | 29:17 | Erasmus 7 (2pd K), Edwards 5 (P), karne przyłożenie 5 | Stadion Polonii, Warszawa Widzów: 5000 Sędzia: Radu Petrescu |
| 6 września 201418:00 CEST (UTC+2) | Jurkowski · Majcher                                             | 29:17 |                                                       | Stadion Polonii, Warszawa Widzów: 5000 Sędzia: Radu Petrescu |

| 18 października 201418:00 CEST (UTC+2) | Polska          | 9:8(6:3) | Holandia                | Stadion Polonii, Warszawa Widzów: 5000 Sędzia: Maxime Burlet |
| 18 października 201418:00 CEST (UTC+2) | Banaszek 9 (3K) | 9:8(6:3) | Mol 5 (P), Koenen 3 (K) | Stadion Polonii, Warszawa Widzów: 5000 Sędzia: Maxime Burlet |

| 18 października 201415:00 CEST (UTC+2) | Szwecja | 0:45 | Ukraina | Korsängens IP, Enköping Sędzia: Graeme Wells |
| 18 października 201415:00 CEST (UTC+2) | Kosariew 12 (3pd 2K), Harkawy 10 (2P), Krasnodemski 10 (2P), Ołeksandriuk 5 (P), Wertyłecki 5 (P), Wojtow 3 (dg) | 0:45 |         | Korsängens IP, Enköping Sędzia: Graeme Wells |

| 8 listopada 201413:20 EET (UTC+2) | Mołdawia                                                                                      | 29:15(17:10) | Ukraina                                                 | Stadion Dinamo, Kiszyniów Widzów: 2000 Sędzia: Thomas Charabas |
| 8 listopada 201413:20 EET (UTC+2) | Cavcaliuc 5 (P) Chirilă 5 (P), M. Cobîlaș 5 (P), Dorogan 5 (P), Gajion 5 (P), Felston 4 (2pd) | 29:15(17:10) | Chomenko 5 (P), Krasnodemski 5 (P), Snisarenko 5 (pd K) | Stadion Dinamo, Kiszyniów Widzów: 2000 Sędzia: Thomas Charabas |

| 15 listopada 201413:20 EET (UTC+2) | Mołdawia                                                                                                  | 48:25(31:13) | Polska                                                       | Stadion Dinamo, Kiszyniów Widzów: 900 Sędzia: Giuseppe Vivarini |
| 15 listopada 201413:20 EET (UTC+2) | Prepeliță 20 (4P), D. Arhip 10 (2P), Golubenco 6 (3pd), Gajion 5 (P), Felston 2 (pd), karne przyłożenie 5 | 48:25(31:13) | Banaszek 10 (2pd 2K), Rokicki 10 (2P), Ro. Kwiatkowski 5 (P) | Stadion Dinamo, Kiszyniów Widzów: 900 Sędzia: Giuseppe Vivarini |

| 15 listopada 201416:00 CET (UTC+1) | Belgia                         | 25:10(6:7) | Ukraina                                      | Stade ADEPS de Jambes, Namur Widzów: 1500 Sędzia: Radu Petrescu |
| 15 listopada 201416:00 CET (UTC+1) | Meeùs 20 (pd 6K), Berger 5 (P) | 25:10(6:7) | Polanski 5 (P), Szakura 3 (K), Wojtow 2 (pd) | Stade ADEPS de Jambes, Namur Widzów: 1500 Sędzia: Radu Petrescu |

| 22 listopada 201413:20 EET (UTC+2) | Mołdawia                                                                                           | 57:8(21:3) | Szwecja                          | Stadion Dinamo, Kiszyniów Widzów: 500 Sędzia: Tomáš Tůma |
| 22 listopada 201413:20 EET (UTC+2) | Prepeliță 15 (3P), Romanov 15 (3P), Golubenco 12 (6pd), Artic 5 (P), Gajion 5 (P), Volosciuc 5 (P) | 57:8(21:3) | Chamberlain 5 (P), Gowland 3 (K) | Stadion Dinamo, Kiszyniów Widzów: 500 Sędzia: Tomáš Tůma |

| 21 lutego 201515:00 CET (UTC+1) | Holandia                                                      | 21:23(18:18) | Belgia                                                    | Nationaal Rugby Centrum, Amsterdam Widzów: 1000 Sędzia: Leo Colgan |
| 21 lutego 201515:00 CET (UTC+1) | Koenen 8 (pd 2K), Mol 5 (P), van Overeem 5 (P), Carroll 3 (K) | 21:23(18:18) | Lescarboura 10 (2P), Meeùs 8 (pd 2K), karne przyłożenie 5 | Nationaal Rugby Centrum, Amsterdam Widzów: 1000 Sędzia: Leo Colgan |
| 21 lutego 201515:00 CET (UTC+1) | van Balkom · Carroll · Danen                                  | 21:23(18:18) | Massimi                                                   | Nationaal Rugby Centrum, Amsterdam Widzów: 1000 Sędzia: Leo Colgan |

| 28 lutego 201515:00 CET (UTC+1) | Holandia                                  | 18:10(13:0) | Mołdawia       | Nationaal Rugby Centrum, Amsterdam Widzów: 1000 Sędzia: Paulo Duarte |
| 28 lutego 201515:00 CET (UTC+1) | Koenen 8 (P K), Danen 5 (P), Visser 5 (P) | 18:10(13:0) | Titică 10 (2P) | Nationaal Rugby Centrum, Amsterdam Widzów: 1000 Sędzia: Paulo Duarte |
| 28 lutego 201515:00 CET (UTC+1) | van Vliet · Vos                           | 18:10(13:0) | Dorogan        | Nationaal Rugby Centrum, Amsterdam Widzów: 1000 Sędzia: Paulo Duarte |

| 14 marca 201516:30 CET (UTC+1) | Belgia                                                | 17:14(14:0) | Mołdawia                                                       | Stadion Króla Baudouina I (A2), Bruksela Sędzia: Iñigo Atorrasagasti |
| 14 marca 201516:30 CET (UTC+1) | A. Williams 7 (2pd K), Demolder 5 (P), Reynaert 5 (P) | 17:14(14:0) | V. Cobîlaș 5 (P), Titică 5 (P), Manoli 2 (pd), Petrache 2 (pd) | Stadion Króla Baudouina I (A2), Bruksela Sędzia: Iñigo Atorrasagasti |
| 14 marca 201516:30 CET (UTC+1) | Jadot                                                 | 17:14(14:0) | V. Arhip                                                       | Stadion Króla Baudouina I (A2), Bruksela Sędzia: Iñigo Atorrasagasti |

| 28 marca 201515:00 CET (UTC+1) | Belgia | 71:10(45:10) | Szwecja                                      | Gemeentelijk Stadion, Zaventem Widzów: ok. 950 Sędzia: Ben Whitehouse |
| 28 marca 201515:00 CET (UTC+1) | A. Williams 19 (P 7pd), Lescarboura 15 (3P), Miriallakis 15 (3P), F. Piron 10 (2P), T. Demolder 5 (P), Sensée 5 (P), Villar 2 (pd) | 71:10(45:10) | Austa 5 (P), Edwards 3 (K), Nilserius 2 (pd) | Gemeentelijk Stadion, Zaventem Widzów: ok. 950 Sędzia: Ben Whitehouse |

| 18 kwietnia 201516:30 CEST (UTC+2) | Belgia | 53:23(27:9) | Polska                                                                  | Stadion Króla Baudouina I (A2), Bruksela Widzów: 2000 Sędzia: Matteo Liperini |
| 18 kwietnia 201516:30 CEST (UTC+2) | Reynaert 10 (2P), F. Piron 7 (2pd K), Meeùs 6 (3pd), Billi 5 (P), Boucar 5 (P), Dubois 5 (P), Lescarboura 5 (P), G. Piron 5 (P), K. Williams 5 (P) | 53:23(27:9) | Banaszek 10 (2pd 2K), Bartoszek 5 (P), Reksulak 5 (P), Popławski 3 (dg) | Stadion Króla Baudouina I (A2), Bruksela Widzów: 2000 Sędzia: Matteo Liperini |

| 9 maja 201518:00 CEST (UTC+2) | Polska                          | 17:20(11:10) | Ukraina                                              | Arena Lublin, Lublin Widzów: 7500 Sędzia: Tomáš Tůma |
| 9 maja 201518:00 CEST (UTC+2) | Banaszek 12 (4K), Rokicki 5 (P) | 17:20(11:10) | Kosariew 10 (2pd 2K), Czajka 5 (P), Kramarenko 5 (P) | Arena Lublin, Lublin Widzów: 7500 Sędzia: Tomáš Tůma |

| 23 maja 201514:00 EEST (UTC+3) | Ukraina                                             | 18:10(0:3) | Holandia                                    | Stadion Spartak, Odessa Widzów: 4000 Sędzia: Vlad Iordăchescu |
| 23 maja 201514:00 EEST (UTC+3) | Kosariew 8 (P dg), Wertyłecki 5 (P), Zalewski 5 (P) | 18:10(0:3) | Mambo 5 (P), Carroll 3 (K), van Osch 2 (pd) | Stadion Spartak, Odessa Widzów: 4000 Sędzia: Vlad Iordăchescu |
| 23 maja 201514:00 EEST (UTC+3) | Harkawy                                             | 18:10(0:3) |                                             | Stadion Spartak, Odessa Widzów: 4000 Sędzia: Vlad Iordăchescu |

| 30 maja 201515:00 CEST (UTC+2) | Holandia                                                                   | 24:12(5:7) | Szwecja                                         | Nationaal Rugby Centrum, Amsterdam Widzów: 1000 Sędzia: Iñigo Atorrasagasti |
| 30 maja 201515:00 CEST (UTC+2) | Koenen 7 (P pd), Beakey 5 (P), Mambo 5 (P), Roovers 5 (P), van Osch 2 (pd) | 24:12(5:7) | Eaton 7 (P pd), Rappestad 5 (P), Erasmus 2 (pd) | Nationaal Rugby Centrum, Amsterdam Widzów: 1000 Sędzia: Iñigo Atorrasagasti |

### Sezon rewanżowy (2015/2016)
| 12 września 201515:00 CEST (UTC+2) | Szwecja                       | 11:29(5:17) | Polska                                                                  | Korsängens IP, Enköping |
| 12 września 201515:00 CEST (UTC+2) | Erasmus 6 (2K), Gowland 5 (P) | 11:29(5:17) | Gruszczyński 10 (2P), Banaszek 7 (2pd K), Rakowski 5 (P), Wilczuk 5 (P) | Korsängens IP, Enköping |
| 12 września 201515:00 CEST (UTC+2) | Bobryk · Rakowski             | 11:29(5:17) |                                                                         | Korsängens IP, Enköping |

| 26 września 201516:30 CEST (UTC+2) | Szwecja                                              | 20:48(13:22) | Belgia | Korsängens IP, Enköping Widzów: 1000 Sędzia: Stuart Gaffikin |
| 26 września 201516:30 CEST (UTC+2) | Erasmus 10 (2pd 2K), Darbyshire 5 (P), Gowland 5 (P) | 20:48(13:22) | Piron 13 (5pd K), Lescarboura 10 (2P), Corradi 5 (P), Sensee 5 (P), Vocea 5 (P), 2 karne przyłożenia (10) | Korsängens IP, Enköping Widzów: 1000 Sędzia: Stuart Gaffikin |
| 26 września 201516:30 CEST (UTC+2) | Dozo · Fransson · Mitchell · Nockmar                 | 20:48(13:22) | Berger | Korsängens IP, Enköping Widzów: 1000 Sędzia: Stuart Gaffikin |

| 10 października 201516:00 EEST (UTC+3) | Ukraina                             | 17:16(10:3) | Belgia                                    | Stadion NUDPSU, Irpień Widzów: 10:3 Sędzia: Radu Petrescu |
| 10 października 201516:00 EEST (UTC+3) | Harkawy 10 (2P), Kosariew 7 (2pd K) | 17:16(10:3) | A. Williams 11 (pd 3K), Lescarboura 5 (P) | Stadion NUDPSU, Irpień Widzów: 10:3 Sędzia: Radu Petrescu |
| 10 października 201516:00 EEST (UTC+3) | Łomakin · Ponomarenko               | 17:16(10:3) |                                           | Stadion NUDPSU, Irpień Widzów: 10:3 Sędzia: Radu Petrescu |

| 17 października 201514:00 EEST (UTC+3) | Ukraina                                                               | 30:14(15:0) | Polska                                            | Stadion Podilla, Chmielnicki Widzów: 3180 Sędzia: Vlad Iordăchescu |
| 17 października 201514:00 EEST (UTC+3) | Cerkowny 10 (2P), Kosariew 10 (2pd 2K), Kirsanow 5 (P), Suchych 5 (P) | 30:14(15:0) | Bartoszek 5 (P), Szrejber 5 (P), Banaszek 4 (2pd) | Stadion Podilla, Chmielnicki Widzów: 3180 Sędzia: Vlad Iordăchescu |

| 7 listopada 201514:00 CET (UTC+1) | Szwecja            | 7:25(0:20) | Mołdawia                                              | Lindängens IP, Malmö Widzów: 200 Sędzia: Tomáš Tůma |
| 7 listopada 201514:00 CET (UTC+1) | Johansson 7 (P pd) | 7:25(0:20) | Titică 10 (2P), Prepeliță 10 (2P), Golubenco 5 (pd K) | Lindängens IP, Malmö Widzów: 200 Sędzia: Tomáš Tůma |
| 7 listopada 201514:00 CET (UTC+1) | Cebotari · Ojovar  | 7:25(0:20) |                                                       | Lindängens IP, Malmö Widzów: 200 Sędzia: Tomáš Tůma |

| 14 listopada 201518:00 CET (UTC+1) | Polska                                           | 18:14(3:0) | Mołdawia                                        | Stadion Polonii, Warszawa Sędzia: Iñigo Atorrasagasti |
| 14 listopada 201518:00 CET (UTC+1) | Banaszek 8 (pd 2K), Sirocki 5 (P), Wilczuk 5 (P) | 18:14(3:0) | Castraveț 5 (P), Gajion 5 (P), Petrache 4 (2pd) | Stadion Polonii, Warszawa Sędzia: Iñigo Atorrasagasti |

| 20 lutego 201613:00 CET (UTC+1) | Belgia                                                                                     | 32:8(17:3) | Holandia                  | Stadion Króla Baudouina I (A2), Bruksela Widzów: ok. 4000 Sędzia: Vlad Iordăchescu |
| 20 lutego 201613:00 CET (UTC+1) | A. Williams 12 (P 2pd K), Coupé 5 (P), Lescarboura 5 (P), Piron 5 (P), karne przyłożenie 5 | 32:8(17:3) | Twigt 5 (P), Volker 3 (K) | Stadion Króla Baudouina I (A2), Bruksela Widzów: ok. 4000 Sędzia: Vlad Iordăchescu |
| 20 lutego 201613:00 CET (UTC+1) | Billi                                                                                      | 32:8(17:3) |                           | Stadion Króla Baudouina I (A2), Bruksela Widzów: ok. 4000 Sędzia: Vlad Iordăchescu |

| 12 marca 201613:00 EET (UTC+2) | Mołdawia         | 9:10(6:3) | Belgia                                | Stadion Dinamo, Kiszyniów Widzów: 700 Sędzia: Elia Rizzo |
| 12 marca 201613:00 EET (UTC+2) | Golubenco 9 (3K) | 9:10(6:3) | Benoy 5 (P), Guns 3 (K), Meeùs 2 (pd) | Stadion Dinamo, Kiszyniów Widzów: 700 Sędzia: Elia Rizzo |
| 12 marca 201613:00 EET (UTC+2) | Mahu             | 9:10(6:3) | Piron                                 | Stadion Dinamo, Kiszyniów Widzów: 700 Sędzia: Elia Rizzo |

| 19 marca 201613:00 CET (UTC+1) | Mołdawia                                                            | 22:13(10:3) | Holandia                                  | Stadion Dinamo, Kiszyniów Widzów: 400 Sędzia: Tomáš Tůma |
| 19 marca 201613:00 CET (UTC+1) | Golubenco 7 (2pd K), V. Arhip 5 (P), Romanov 5 (P), Ungureanu 5 (P) | 22:13(10:3) | Beakley 5 (P), Danen 5 (P), Carroll 3 (K) | Stadion Dinamo, Kiszyniów Widzów: 400 Sędzia: Tomáš Tůma |
| 19 marca 201613:00 CET (UTC+1) | M. Cobîlaș · Romanov                                                | 22:13(10:3) | Povel                                     | Stadion Dinamo, Kiszyniów Widzów: 400 Sędzia: Tomáš Tůma |

| 19 marca 201617:30 CET (UTC+1) | Polska                       | 11:21(3:13) | Belgia                                           | Stadion Polonii, Warszawa Sędzia: Ian Tempest |
| 19 marca 201617:30 CET (UTC+1) | Gasik 6 (2K), Reksulak 5 (P) | 11:21(3:13) | Meeùs 11 (pd 3K), Cocqu 5 (P), Lescarboura 5 (P) | Stadion Polonii, Warszawa Sędzia: Ian Tempest |
| 19 marca 201617:30 CET (UTC+1) | Kaszuba                      | 11:21(3:13) | De Backer                                        | Stadion Polonii, Warszawa Sędzia: Ian Tempest |

| 30 kwietnia 201614:00 EEST (UTC+3) | Ukraina                                                  | 23:10(10:3) | Szwecja                                    | Stadion NUDPSU, Irpień Widzów: 400 Sędzia: Paulo Duarte |
| 30 kwietnia 201614:00 EEST (UTC+3) | Kosariew 13 (2pd 3K), Ponomarenko 5 (P), Zalizniak 5 (P) | 23:10(10:3) | Ensta 5 (P), Rissanen 3 (K), Murphy 2 (pd) | Stadion NUDPSU, Irpień Widzów: 400 Sędzia: Paulo Duarte |
| 30 kwietnia 201614:00 EEST (UTC+3) | Radczuk                                                  | 23:10(10:3) |                                            | Stadion NUDPSU, Irpień Widzów: 400 Sędzia: Paulo Duarte |

| 30 kwietnia 201615:00 CEST (UTC+2) | Holandia | 40:16(16:11) | Polska                                               | Nationaal Rugby Centrum, Amsterdam Widzów: 5000 Sędzia: Frank Himmer |
| 30 kwietnia 201615:00 CEST (UTC+2) | Carroll 6 (2K), Altink 5 (P), Danen 5 (P), Mambo 5 (P), Povel 5 (P), Rademaker 5 (P), Roovers 5 (P), Koenen 4 (2pd) | 40:16(16:11) | Bobryk 5 (P), Nowicki 5 (P), Gasik 3 (K), Kępa 3 (K) | Nationaal Rugby Centrum, Amsterdam Widzów: 5000 Sędzia: Frank Himmer |
| 30 kwietnia 201615:00 CEST (UTC+2) | Barendgrecht · Vignurs                                                                                              | 40:16(16:11) | Wilczuk · Bobryk                                     | Nationaal Rugby Centrum, Amsterdam Widzów: 5000 Sędzia: Frank Himmer |

| 7 maja 201615:00 CEST (UTC+2) | Holandia                                         | 27:30(17:10) | Ukraina                                                                           | Nationaal Rugby Centrum, Amsterdam Widzów: 2000 Sędzia: Graeme Wells |
| 7 maja 201615:00 CEST (UTC+2) | Viguurs 10 (2P), Twigt 10 (2P), Koenen 7 (2pd K) | 27:30(17:10) | Kosariew 7 (2pd K), Orłow 10 (2P), Kirsanow 5 (P), Kuryłow 5 (P), Cerkowny 3 (dg) | Nationaal Rugby Centrum, Amsterdam Widzów: 2000 Sędzia: Graeme Wells |
| 7 maja 201615:00 CEST (UTC+2) | Stew                                             | 27:30(17:10) |                                                                                   | Nationaal Rugby Centrum, Amsterdam Widzów: 2000 Sędzia: Graeme Wells |

| 14 maja 201615:00 CEST (UTC+2) | Szwecja                                       | 23:25(6:15) | Holandia                                                   | Korsängens IP, Enköping Widzów: 300 Sędzia: Sam Grove-White |
| 14 maja 201615:00 CEST (UTC+2) | Burke 15 (3P), Erasmus 6 (2K), Gowland 2 (pd) | 23:25(6:15) | Koenen 10 (2pd dg K), Mambo 5 (P), Stew 5 (P), Twigt 5 (P) | Korsängens IP, Enköping Widzów: 300 Sędzia: Sam Grove-White |

| 15 maja 201616:00 EEST (UTC+3) | Ukraina                                                                                 | 36:17(24:3) | Mołdawia                                             | Stadion Spartak, Odessa Widzów: 1000 Sędzia: Cédric Marchat |
| 15 maja 201616:00 EEST (UTC+3) | Kosariew 11 (4pd K), Radczuk 10 (2P), Czajka 5 (P), Delijerhiew 5 (P), Krawczenko 5 (P) | 36:17(24:3) | Golubenco 7 (2pd K), Mahu 5 (P), karne przyłożenie 5 | Stadion Spartak, Odessa Widzów: 1000 Sędzia: Cédric Marchat |
| 15 maja 201616:00 EEST (UTC+3) | Harkawy · Zalizniak                                                                     | 36:17(24:3) |                                                      | Stadion Spartak, Odessa Widzów: 1000 Sędzia: Cédric Marchat |